# Susan Sziborra-Seidlitz

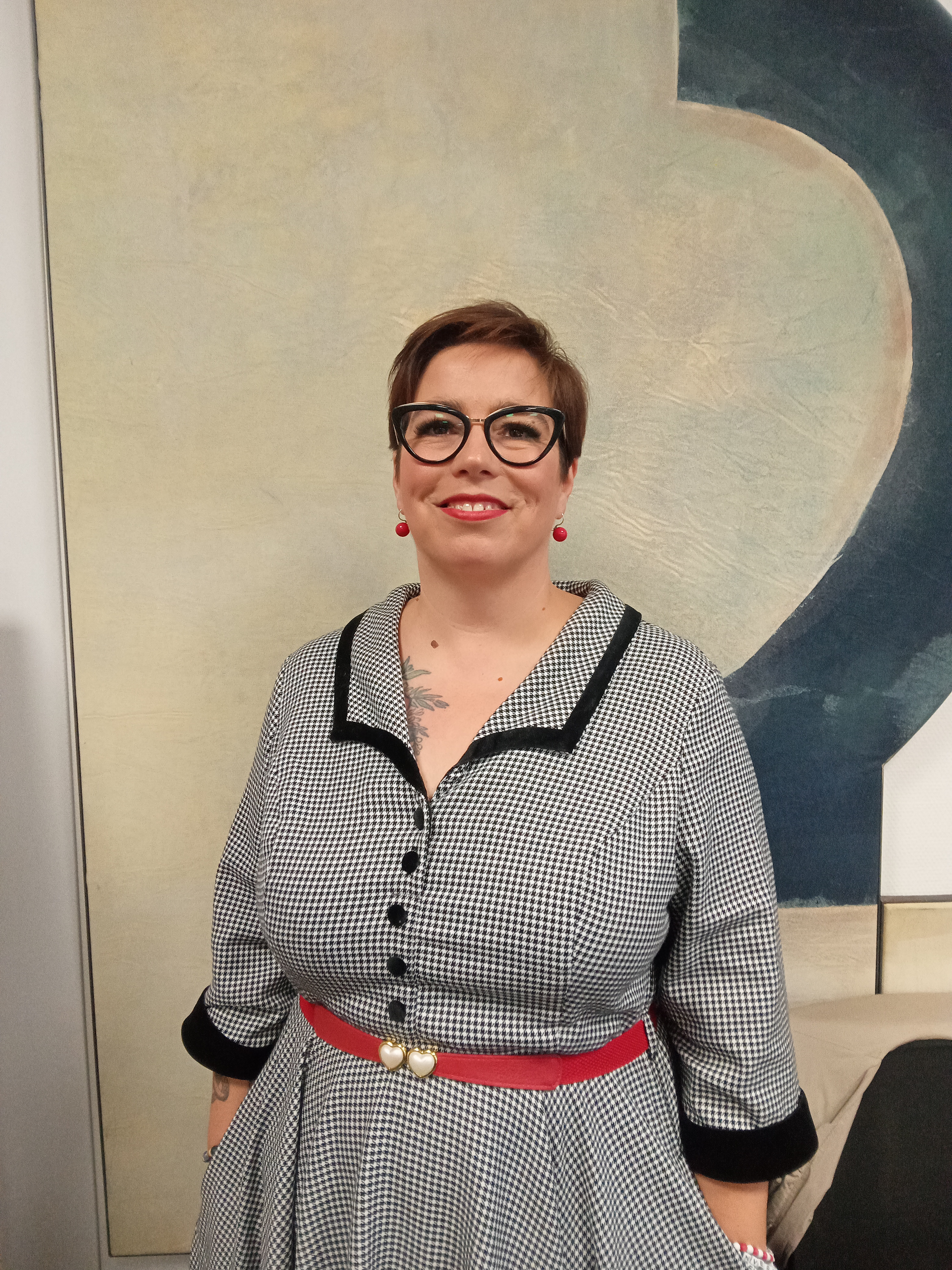
Sziborra-Seidlitz im Mai 2025

Susan Sziborra-Seidlitz (* 27. September 1977 in Ost-Berlin) ist eine deutsche Politikerin (Bündnis 90/Die Grünen). Sie ist seit 2021 Mitglied des Landtages von Sachsen-Anhalt. Von Juni 2016 bis November 2021 war sie und seit Mai 2025 ist sie erneut Co-Vorsitzende von Bündnis 90/Die Grünen Sachsen-Anhalt.

## Leben und Beruf
Sziborra-Seidlitz wuchs in Ost-Berlin auf. Sie ist verheiratet mit einem Quedlinburger und hat drei Kinder – zwei Töchter und einen Sohn. Seit 2008 wohnt sie in Quedlinburg. Sie ist dort als Krankenschwester am Harzklinikum Dorothea Christiane Erxleben angestellt; ihre Tätigkeit ruht während der Dauer der Mitgliedschaft im Landtag von Sachsen-Anhalt.

## Politische Laufbahn
Erste politische Erfahrungen sammelte Susan Sziborra-Seidlitz ab 1994 in der Jugendorganisation der PDS, der Vorgängerin der Partei Die Linke. Ab 1995 war Sziborra-Seidlitz für eine Legislaturperiode Mitglied der Bezirksverordnetenversammlung von Berlin-Köpenick. Sie wurde über eine offene Liste der PDS gewählt. Nach diesen ersten Erfahrungen zog sie sich zunächst aus der aktiven Politik zurück.
Im Jahr 2010 trat sie Bündnis 90/Die Grünen bei und im Folgejahr der Anti-Atomkraft-Bewegung Quedlinburg. 2015 wurde sie zur Vorsitzenden des Kreisverbandes Harz der Grünen gewählt. Am 18. Juni 2016 wurde sie im dritten Wahlgang mit 57 % der Stimmen als Nachfolgerin von Cornelia Lüddemann zur Co-Vorsitzenden der Grünen in Sachsen-Anhalt gewählt. Gegenkandidatin war Melanie Ranft aus Halle. Zunächst bildete sie gemeinsam mit Christian Franke-Langmach, ab 2018 mit Britta-Heide Garben und ab 2019 mit Sebastian Striegel die Doppelspitze der Partei. Sie befürwortete die Regierungsbildung zusammen mit SPD und CDU, der ersten schwarz-rot-grünen Koalition auf Landesebene. 2021 trat sie nicht erneut bei der Wahl zum Landesvorsitz an. Am 17. Mai 2025 wurde sie erneut zur Co-Landesvorsitzenden gewählt.
Bei der Landtagswahl in Sachsen-Anhalt 2016 kandidierte Sziborra-Seidlitz als Direktkandidatin im Landtagswahlkreis Quedlinburg und auf Platz 7 der Landesliste von Bündnis 90/Die Grünen. Das Direktmandat verpasste sie bei 5,5 % der Erststimmen und auch der Listenplatz reichte nicht für den Einzug in den 7. Landtag von Sachsen-Anhalt.
Bei der Landtagswahl in Sachsen-Anhalt 2021 kandidierte sie erneut im Landtagswahlkreis Quedlinburg und auf Platz 3 der Landesliste von Bündnis 90/Die Grünen. Sie verpasste das Direktmandat bei 6,6 % der Erststimmen, zog aber über die Landesliste in den Landtag ein. In der 8. Wahlperiode ist sie ordentliches Mitglied im Ausschuss für Arbeit, Soziales, Gesundheit und Gleichstellung und im Ausschuss für Bildung.